# ستيفن هيثيرنغتون
ستيفن هيثيرنغتون (بالإنجليزية: Steven Hetherington) هو لاعب كرة قدم بريطاني، ولد في 9 فبراير 1993 في هارتلبول في المملكة المتحدة. لعب مع نادي سلتيك نايشون ونادي ماذرويل.

## وصلات خارجية
- ستيفن هيثيرنغتون على موقع قاعدة بيانات كرة القدم.إي يو (الإنجليزية)
- ستيفن هيثيرنغتون على موقع Soccerway.com (الإنجليزية)